# Maruschka Detmers
Maruschka Detmers (16 tháng 12 năm 1962) là một diễn viên Hà Lan; nhưng thường diễn xuất trong các phim của điện ảnh Pháp.

## Danh mục phim

### Điện ảnh
- 1983: Prénom Carmen de Jean-Luc Godard
- 1983: Le Faucon de Paul Boujenah
- 1984: La Pirate de Jacques Doillon
- 1984: La Vengeance du serpent à plumes de Gérard Oury
- 1986: Le Diable au corps de Marco Bellocchio
- 1986: Cinématon n°795 de Gérard Courant
- 1988: Y'a bon les blancs de Marco Ferreri
- 1988: Hannah's war de Menahem Golan
- 1989: Comédie d'été de Daniel Vigne
- 1989: Deux de Claude Zidi
- 1991: Le Brasier de Éric Barbier
- 1992: Les Mambo Kings de Arme Glimcher
- 1992: Armen & Bulik de Alan Cooke
- 1994: Elles n'oublient jamais de Christopher Frank
- 1996: The shooter de Ted Kotcheff
- 1996: Méfie-toi de l'eau qui dort de Jacques Deschamps
- 1997: Comme des rois de François Velle
- 1998: Rewind de Sergio Gobbi
- 1999: St. Pauli Nacht de Sönke Wortmann
- 2001: Te quiero de Manuel Poirier
- 2008: Robert Zimmermann wundert sich über die Liebe de Leander Haußmann
- 2008: Nos 18 ans de Frédéric Berthe

### Truyền hình
- 1985: Via Mala de Tom Toelle
- 1992: Armen et Bullik de John Goldsmith
- 1998: Clarissa de Jacques Deray
- 1998: L'amour à l'imparfait de Dagmar Damek
- 2001: Sur les ailes de l'amour (Zugvögel der Liebe) de Richard Engel
- 2001: Mère, fille: mode d'emploi de Thierry Binisti
- 2003: Mata Hari, la vraie histoire d'Alain Tasma
- 2003: Jean Moulin, une affaire française de Pierre Aknine
- 2003: Capitaine Lawrence de Gérard Marx
- 2004: Le Père Goriot de Jean-Daniel Verhaeghe
- 2004: Mon fils cet inconnu de Caroline Huppert
- 2005: Disparition de Laurent Carcélès
- 2010: Les Frileux de Jacques Fansten
- 2010: Männer lügen nicht de Bettina Woernle
- 2012: Les petits meurtres d'Agatha Christie (Le couteau sur la nuque) de Renaud Bertrand
- 2012: R.I.S Police scientifique (2 épisodes)
- 2012: Caïn de Bertrand Arthuys, (série)
- 2013: La source de Xavier Durringer

## Sân khấu
- 2007: L’Arbre de joie de Louis-Michel Colas et David Khayat, mise en scène Christophe Lidon, théâtre de la Gaîté-Montparnasse
- 2008: Rock'N'Roll de Tom Stoppard, mise en scène Daniel Benoin
- 2009: Nathalie... de Philippe Blasband, mise en scène Christophe Lidon, théâtre Marigny[1]
- 2012: Les Larmes amères de Petra Von Kant de R.W Fassbinder, mise en scène Philippe Calvario, théâtre de l'Athénée et tournée.